# Ladies Night (praatprogramma)
Ladies Night, ook wel gestileerd als ladies night, was een Nederlands praatprogramma dat werd gepresenteerd door Merel Westrik. Het televisieprogramma werd in Nederland uitgezonden op Net5. Het was bedacht door Westrik en Linda de Mol. Het was gebaseerd op het televisieprogramma Veronica Inside.
De eerste aflevering van het programma op 16 oktober 2019 trok zo'n 378.000 kijkers, daarna daalde het aantal flink. Zo had de laatste aflevering van het eerste seizoen nog maar 129.000 kijkers.
Op 4 maart 2020 werd de eerste aflevering van seizoen 2 uitgezonden. Door te lage kijkcijfers en de heersende coronaepidemie werd seizoen 2 begin april 2020 abrupt uit de programmering gehaald, en kwamen er geen nieuwe afleveringen meer. In augustus van datzelfde jaar werd bekendgemaakt dat het programma definitief niet op televisie terugkwam.